# Брати Ширінови
Умуд Аділь огли Ширінов (азерб. Umud Adil oğlu Şirinov; нар. 21 грудня 1978) та Сабір Аділь огли Ширінов (азерб. Sabir Adil oğlu Şirinov; нар. 11 квітня 1984) — азербайджанські підприємці з України, які стали популярними після того, як врятували сім'ю із автомобіля, що палав, потрапивши в аварію.

## Життєпис
Умуд Ширінов народився 21 грудня 1978 року в селищі Бегімлі Зердабського району Азербайджанської РСР. Його брат Сабір Ширінов народився 11 квітня 1984 року в тому ж селищі. Брати мають також три сестри.
Коли Умуд мав 15 років, родина через роботу батька Аділя Ширінова переїхала в Україну. Досягнувши повноліття, брати повернулися в Азербайджан для служби в армії, а пізніше повернулися в Україну. Пізніше батьки Ширінових повернулися на батьківщину і живуть в Зердабі. Брати в Україні мають дрібний бізнес. Вони живуть у Миколаєві та є членами Конгресу азербайджанців України в Миколаївській області.
Перебуваючи в Херсонській області, Сабіру Ширинову вдалося врятувати жінку, яка потрапила взимку в аварію. Її машина розбилася, а вона сама отримала травму голови. Сабір надів їй на голову шапку, щоб не бачити стану голови, і доставив у лікарню. Там лікарі сказали, що завдяки шапці клітини мозку не встигли замерзнути і жінка залишилася живою.
Попри те, що брати живуть в Україні, вони відмовляються отримувати українське громадянство, оскільки не хочуть відмовлятися від громадянства Азербайджану.

## Аварія 19 січня 2019 року
Увечері 19 січня 2019 року брати їхали з роботи додому. Близько 19:00 на дорозі при в'їзді в Миколаїв поблизу села Зайчівське вони помітили, що сталася ДТП: у зерновоза MAN відірвався причіп і збив з траси кросовер Kia Sorento, що їхав з Херсона, який злетів у кювет та загорівся. Побачивши скупчення людей, брати вийшли, за визнанням Умуда Ширинова, з наміром посперечатися з людьми через відсутність попереджувального знака, оскільки самі ледь не потрапили в аварію.
Раптом брати почули дитячий плач, що долинав з машини, що палала. Вони зразу ж спустилися до машини, вибили скло (двері були заблоковані), Умуд засунув руку і витягнув 2-річного Максима Пасікова. Поки Умуд рятував дитину і піднімав наверх, Сабір через багажник витягнув жінку, матір дитини Христину Пасікову. Брати поспішали, бо знали, що в машині був газовий балон, який міг вибухнути. Ніхто з присутніх не спускався до машини, побоюючись за свої життя. Поки брати піднімали жінку, машина запалала сильніше. Жінка попросила витягнути і її чоловіка, Олексія Пасікова, який за кермом був непритомним. Ширінови на мить завагалася, але потім ризикнули й витягли чоловіка, якого придавило сидінням. Через декілька хвилин газовий балон вибухнув, проте ніхто не загинув. Чоловік зазнав травми голови, хлопчик зламав ногу, жінка мала серйозні пошкодження тіла, травму хребта та перелом стегна. Після порятунку сім'ї приїхали співробітники ДСНС, журналісти і швидка допомога, яка забрала потерпілих у лікарню.
Наступного дня брати Ширінови провідали врятовану сім'ю в лікарні. Вони надали також матеріальну допомогу постраждалим.

## Нагородження

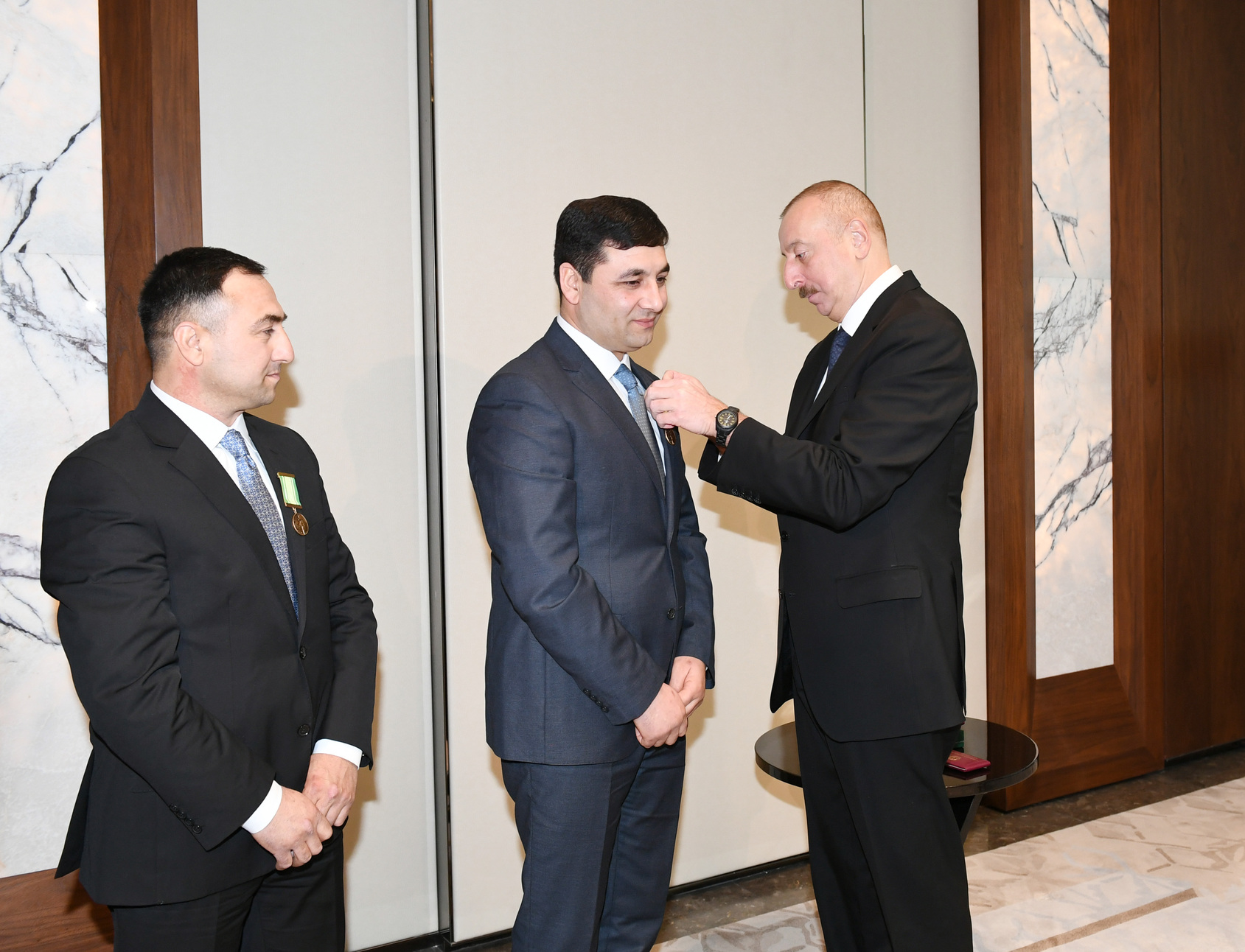
Президент Азербайджанської Республіки Ільхам Алієв нагороджує братів Ширінових Медаль «За відвагу» (Азербайджан)

25 січня в Миколаївській обласній раді голова обласної ради Вікторія Москаленко вручила братам Ширіновим нагороди «Хрест Святого Миколая». 30 січня посольство Азербайджану в Україні вручило братам Ширіновим спеціальну нагороду. 31 січня братам Ширіновим вручено лист подяки міністра культури України Євгена Нищука. Також голова Конгресу азербайджанців України Ровшан Тагієв вручив братам почесні дипломи.
Потім на запрошення президента Азербайджанської Республіки Ільхама Алієва Умуд та Сабір Ширінови приїхали в Азербайджан. Указом президента Азербайджану № 913 від 31 січня 2019 року братів Ширінових за особисту мужність, виявлену під час порятунку людей, що перебувають у небезпеці, нагороджено медалями «За відвагу». 1 лютого президент Азербайджану Ільхам Алієв зустрівся з братами і особисто вручив їм нагороди. 2 лютого в місті Зердаб відбулася зустріч представників громадськості з братами Ширіновими. 12 лютого брати повернулися в Україну.
21 березня міський голова Миколаєва Олександр Сєнкевич нагородив братів Ширінових почесною відзнакою Миколаївського міського голови «За заслуги перед містом Миколаєвом».

## Особисте життя
Умуд Ширінов одружений, має двох синів-близнюків. Сабір Ширінов також одружений, має сина й дочку.